# Mad at Gravity
Mad at Gravity war eine kurzlebige Rockband, die am 3. Juli 2001 gegründet wurde und bis 2003 bestand. Der Name der Band stammt aus einem Gedicht des Leadsängers J. Lynn Johnston.

## Geschichte
Die Band wurde am 3. Juli 2001 in Südkalifornien gegründet und schon kurz nach ihrer Gründung und wenigen Liveauftritten unter Vertrag genommen. Ihr Debütalbum Resonance wurde unter dem Label ARTISTdirect Records veröffentlicht.
Zur Promotion des Albums tourte die Band unter anderem mit Creed, Filter, Sevendust und Jerry Cantrell.
Die Single Walk Away war die erste und einzige Single der Band und erreichte Platz 38 der Billboard Mainstream Rock Songs. Das Musikvideo enthält Ausschnitte aus dem Film Reign of Fire und wird zusammen mit einem weiteren Song der Band (Burn) im Abspann des Films gespielt. 
Die Band löste sich 2003 auf, nachdem Leadsänger J. Lynn Johnston die Band aufgrund kreativer Differenzen verlassen hatte und die vier verbliebenen Mitglieder keinen Ersatz finden konnten.